# Pericyma polygramma
Pericyma polygramma là một loài bướm đêm trong họ Erebidae.